# João de Almeida, 2.º conde de Abrantes
João de Almeida, segundo conde de Abrantes, alcaide-mor de Amêndoa, foi guarda-mor do rei D. João II de Portugal, do seu Conselho e vedor da Fazenda.
Era filho primogénito de Lopo de Almeida com Brites da Silva, filha de Pedro Gonçalves Malafaia.

## Biografia
Sucedeu no título de Conde de Abrantes a seu pai, D. Lopo de Almeida. Em 6 de fevereiro de 1486, por carta régia, já na sua qualidade de 2.º conde de Abrantes, foi-lhe atribuído um assentamento de 102.464 reais, a receber desde janeiro desse ano em diante.
Exerceu o cargo de Vedor da Fazenda do rei D. João II, para o qual foi nomeado por diploma de 8 de abril de 1484.
Nas cartas - « que um rei de Portugal antigo escreveu ao rei de França, encomendando-lhe um fidalgo (D. Pedro de Almeida) que ia estudar a Paris, e dizia tirada de latim em que estava em um livro estrangeiro. Carta del Rei de Portugal ao de França, em que se diz:
"Entre as virtudes e excelências dos Príncipes me parece muito digna de louvor a de terem particular cuidado a lembrança dos vassalos beneméritos em seu serviço para com favores e mercês os ajudarem, e por esta razão me parece que devia encomendar a Vossa Majestade a D. Pedro de Almeida que por ocasião de seus estudos vai a essa Corte de Paris, posto que claramente conheço que sem recomendação minha, vai assaz encomendado pela liberalidade e brandura com que Vossa Majestade honra e recebe os homens tão ilustres como êle é; além do que, tem êle tantas partes e entendimento que não achará melhor terceiro que a si mesmo.  Deixo seu pai D. João de Almeida conde de Abrantes, que com suas singulares virtudes e claros feitos adquiriu e conservou até a morte muito estreita privança e amizade com meus antecessores e comigo, de sorte que ponho em duvida com importe mais a seu filho a minha carta, que a fama e lembrança de seu pai. De qualquer modo o encomendo muito a Vossa Majestade e de minhas coisas não ofereço de novo nada, pois pela irmandade de meus antepassados e minha, em toda ocasiao deve Vossa Majestade usar delas como se foram comuns a ambos."
Carta se lê em Francisco Rodrigues Lobo, «A Corte na Aldeia».
D. João de Almeida está sepultado na Igreja de Santa Maria do Castelo, em Abrantes, num túmulo com as armas dos Almeidas.

## Dados genealógicos
Casou, no ano de 1447, com D. Inês de Noronha, irmã da marquesa de Montemor, ambas filhas de D. Pedro de Noronha, arcebispo de Lisboa. Tiveram vários filhos:
- D. Lopo de Almeida, 3º conde de Abrantes, fundador do convento de Santo António de Abrançalha (c. 1526), depois transferido para Abrantes. O título não foi renovado em seus descendentes.
- D. Pedro
- D. Bernardim, pai de D. Isabel Freyre e avô dos governadores de Angola Francisco de Almeida e Jerónimo de Almeida.
- D. António
- D. Cristóvão
- D. Tristão, frade Franciscano (frei Bernardino).
- D. Duarte
- D. Joana de Noronha, casada com D. Diogo Lobo da Silveira, 2° Barão de Alvito.
- D. Isabel, casada com D. Francisco de Lima, 3° visconde de Vila Nova de Cerveira.
- D. Leonor, casada com D. Álvaro de Castro, senhor do Paul de Boquilobo, governador da Casa do Cível, vedor da Fazenda dos reis D. João e D. Manuel; de quem teve: 
  - A -  D. Inês de Castro (c. 1494 – d. 1565), casada com D. Garcia de Noronha, 3.º vice-rei da Índia.
  - B -  D. João de Castro, nascido em 1500 e morto em Goa em 1548, vulto glorioso da história, governador e capitão general, 14.º governador e 4.º vice-rei da Índia.
- D. Brites, prioreza no convento do Salvador, de Lisboa.
- D. Maria, freira em Odivelas